# Linopneustes longispinus
Linopneustes longispinus is een zee-egel uit de familie Eurypatagidae.
De wetenschappelijke naam van de soort werd in 1878 gepubliceerd door Alexander Agassiz.